# Боярышник алма-атинский
Боярышник алма-атинский (лат. Crataegus almaatensis) — кустарник или небольшое дерево, вид рода Боярышник (Crataegus) семейства Розовые (Rosaceae).
В природе ареал вида охватывает Среднюю Азию.

## Ботаническое описание
Дерево высотой до 4—5 м с низко опущенной широкой шатровидной кроной, иногда растёт кустообразно. Кора ствола и старых ветвей тёмно-коричневая или коричнево-серая; ветки тёмно-пурпурно-бурые или вишнёвые, блестящие; побеги голые. Колючки отсутствуют или немногочисленные, крепкие, блестящие, длиной 1—2 см.
Листья яйцевидные или эллиптически-яйцевидные, на длинных побегах до широкоромбических, с острой вершиной и клиновидным цельнокрайным основанием, неглубоко 5—(7)-надрезанные или в нижней части пластинки лопастные, с косо вверх направленными острыми, неравномерно крупнозубчатыми лопастями, оттянутыми иногда в остроконечия, на укороченных побегах длиной 4—6 см, шириной 3—4 см, на длинных побегах длиной до 8 см, шириной 6,5 см; молодые — негусто опушённые, позднее обычно голые, сверху тёмно-зелёные, снизу несколько бледнее, осенью мало меняют окраску и поздно опадают. Черешки длиной 1—3 см. Прилистники крупные, особенно на длинных побегах, широкосерповидные, гребенчато-зубчатые, долго остающиеся на побегах.
Соцветия рыхлые, сложные, многоцветковые, голые, диаметром 5—7 (до 9) см. Цветки диаметром 1,3—1,8 см, с белыми лепестками; чашелистики треугольные, острые, при плодах отогнутые, пурпурно-красные; тычинок 20, с беловато-жёлтыми пыльниками; столбиков 3—5.
Плоды почти шаровидные, диаметром до 13 мм, пурпурно-чёрные, блестящие, слабо точечные, с сочной мякотью. Косточки в числе 3—5, светло-коричневые, слегка трёхгранные, длиной 5—6 мм, шириной около 3 мм, почти гладкие или слабо вдавленные с боков и килеватые с брюшной стороны. В 1 кг около 800 плодов, или 18 тысяч косточек; вес одной тысячи косточек 54—57 г.
Цветёт в июне. Плодоносит в сентябре.

## Значение и применение
Весьма декоративен, обладает красивой формой кроны, обильно цветёт и плодоносит. Известен в культуре в Западной Европе и США (с 1885 года). На территории России культивируется в южных районах Западной Сибири и практически на всей территории европейской части.

## Таксономия
Вид Боярышник алма-атинский входит в род Боярышник (Crataegus) трибы Pyreae подсемейства Спирейные (Spiraeoideae) семейства Розовые (Rosaceae) порядка Розоцветные (Rosales).
|  |                                      |  |                                                              |                                                              |                   |  | ещё 8 семейств (согласно Системе APG III) | ещё 8 семейств (согласно Системе APG III)    |                                              |  |  |  | ещё 7 триб (согласно Системе APG III)         | ещё 7 триб (согласно Системе APG III)         |  |  |  |  | ещё от 200 до 300 видов | ещё от 200 до 300 видов |
|  |                                      |  |                                                              |                                                              |                   |  | ещё 8 семейств (согласно Системе APG III) | ещё 8 семейств (согласно Системе APG III)    |                                              |  |  |  | ещё 7 триб (согласно Системе APG III)         | ещё 7 триб (согласно Системе APG III)         |  |  |  |  | ещё от 200 до 300 видов | ещё от 200 до 300 видов |
|  |                                      |  |                                                              | порядок Розоцветные                                          |                   |  |                                           |                                              | подсемейство Спирейные                       |  |  |  |                                               | род Боярышник                                 |  |  |  |  |                         |                         |
|  |                                      |  |                                                              | порядок Розоцветные                                          |                   |  |                                           |                                              | подсемейство Спирейные                       |  |  |  |                                               | род Боярышник                                 |  |  |  |  |                         |                         |
|  | отдел Цветковые, или Покрытосеменные |  |                                                              |                                                              | семейство Розовые |  |                                           |                                              | триба Pyreae                                 |  |  |  | вид Боярышник алма-атинский                   |                                               |  |  |  |  |                         |                         |
|  | отдел Цветковые, или Покрытосеменные |  |                                                              |                                                              |                   |  |                                           |                                              |                                              |  |  |  |                                               |                                               |  |  |  |  |                         |                         |
|  |                                      |  | ещё 44 порядка цветковых растений (согласно Системе APG III) | ещё 44 порядка цветковых растений (согласно Системе APG III) |                   |  |                                           | ещё 8 подсемейств (согласно Системе APG III) | ещё 8 подсемейств (согласно Системе APG III) |  |  |  | ещё около 60 родов (согласно Системе APG III) | ещё около 60 родов (согласно Системе APG III) |  |  |  |  |                         |                         |
|  |                                      |  |                                                              | ещё 44 порядка цветковых растений (согласно Системе APG III) |                   |  |                                           |                                              | ещё 8 подсемейств (согласно Системе APG III) |  |  |  |                                               | ещё около 60 родов (согласно Системе APG III) |  |  |  |  |                         |                         |